# BJR

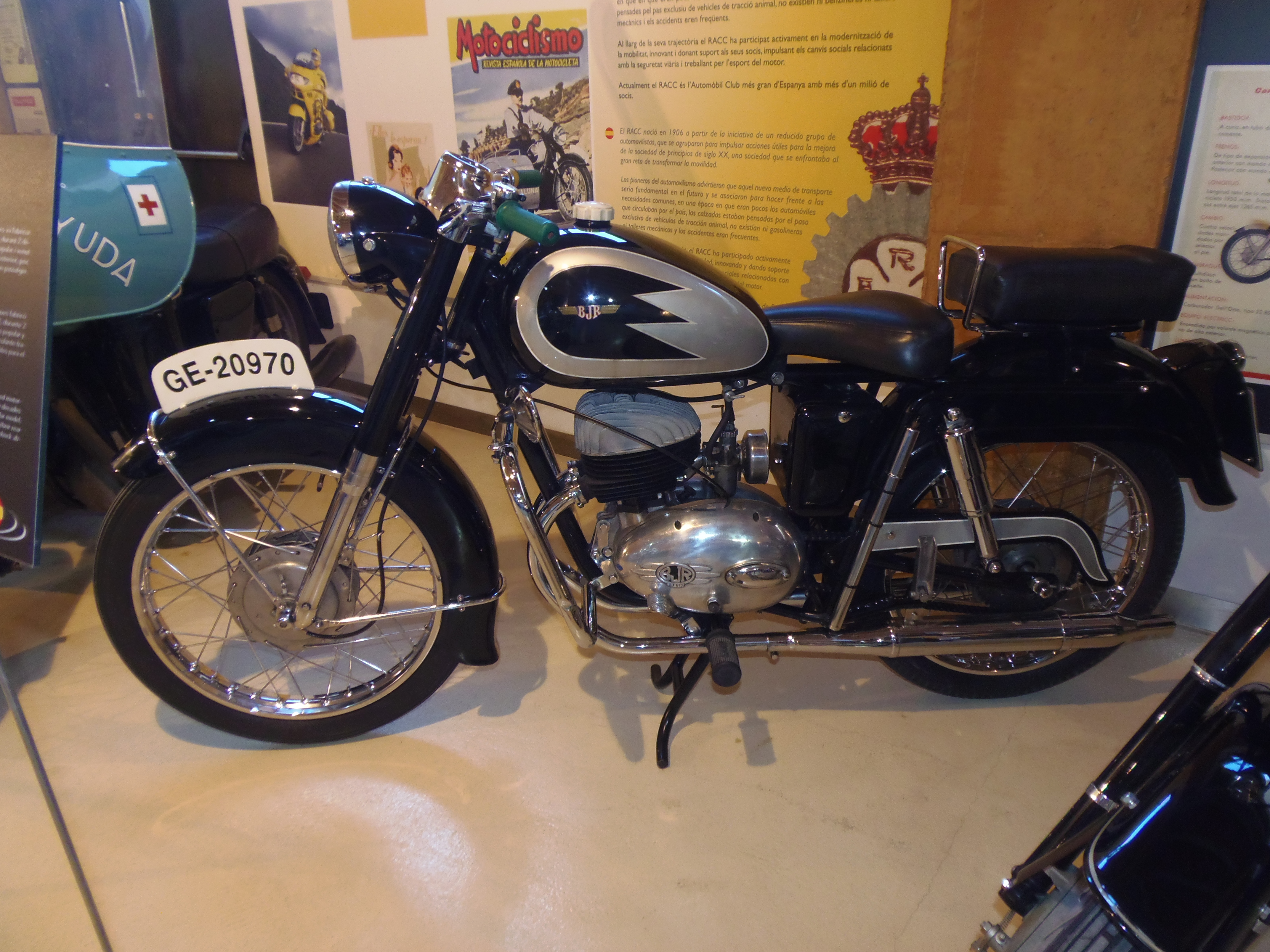
BJR YZ 175cc de 1957

BJR fou una marca valenciana de motocicletes que fabricà l'empresa Construcciones Mécanicas Bautista Esplugues a Algemesí, Ribera Alta, entre 1942 i 1962.
Els germans Esplugues eren mecànics i, des del seu taller de la Plaça de l'Estació d'Algemesí, fabricaven motocicletes que abastaven les cilindrades de 50, 65, 100, 125 i 175 cc amb motor de dos temps. Inicialment les comercialitzaren sota la marca Baesal, adoptant després la definitiva BJR.
L'empresa produí també un prototipus de motocicleta amb motor de quatre temps de 175 cc i diversos motocarros.